# 利夫里弗 (明尼蘇達州)
利夫里弗（英語：Leaf River）是位於美國明尼蘇達州沃迪納縣利夫里弗鎮區的一個鬼鎮。

## 歷史
利夫里弗的郵局於1880年成立，1882年結業後又於1902年重啟，最終於1908年停運。

## 地理
利夫里弗所處的海拔為高於海平面377米（即1237英呎），而該地所採用的時區為UTC-6，即北美中部時區（CST）。同時該地設有夏令時間，為UTC-6調快一小時，即UTC-5（CDT）。